# Bodotria choprai
Bodotria choprai är en kräftdjursart som beskrevs av Kurian 1951. Bodotria choprai ingår i släktet Bodotria och familjen Bodotriidae. Inga underarter finns listade i Catalogue of Life.